# Monte Bernard
Il monte Bernard è una montagna delle Alpi Graie, alta 1.079 m, che interessa i comuni di Varisella e di La Cassa.

## Descrizione

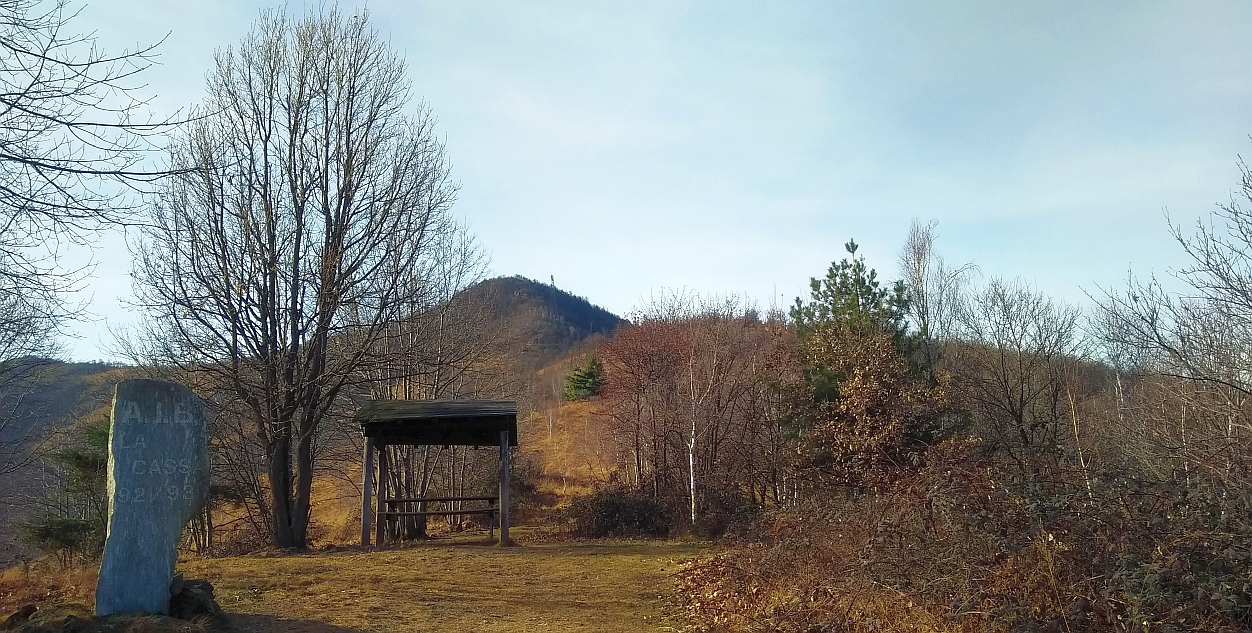
Vista dalla Costa Bella

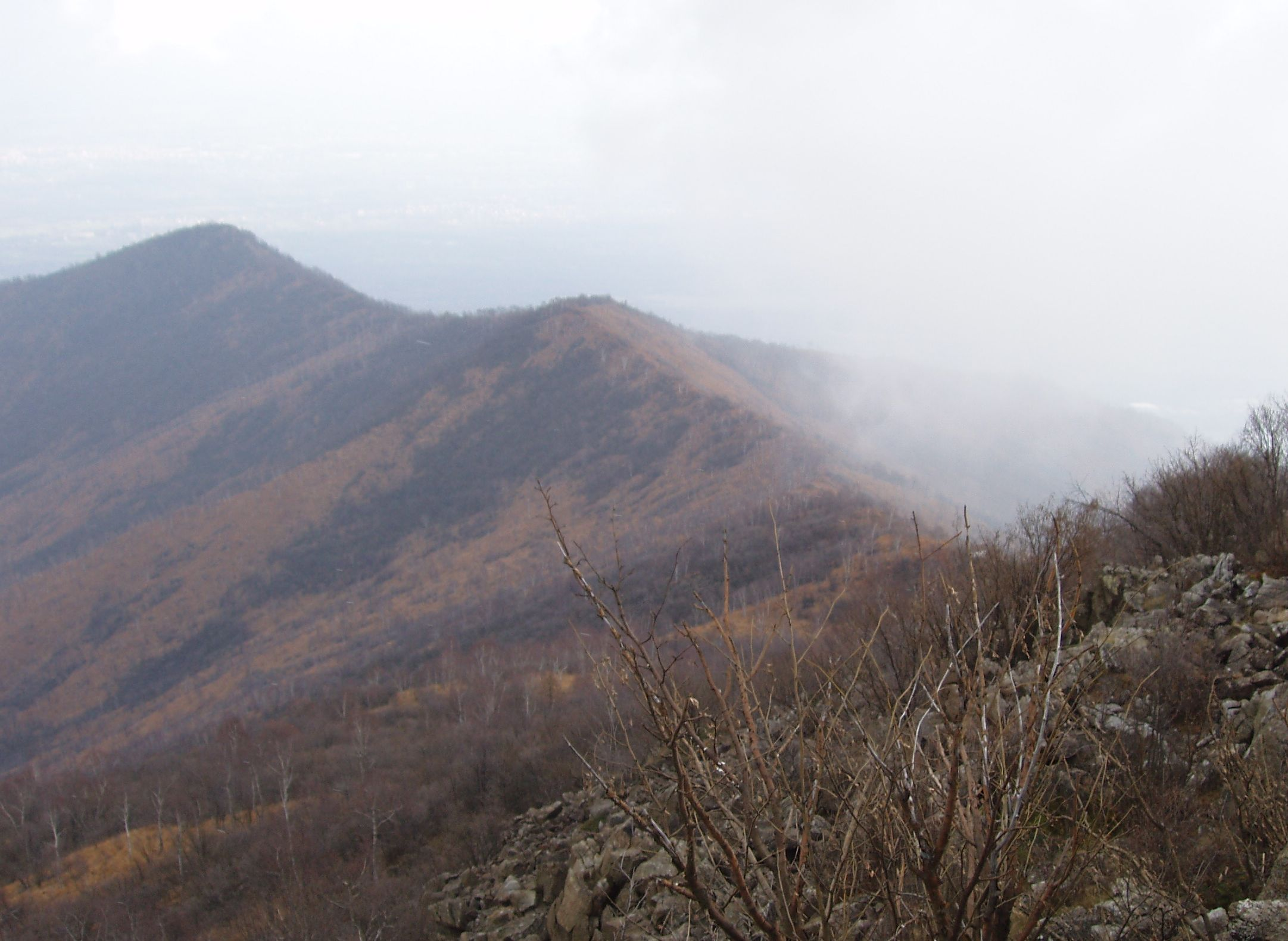
La Punta Fournà e il Monte Bernard (in secondo piano) dal Monte Lera

Dal punto culminante della montagna si diparte la Costa Bella, un costolone che separa due ampi valloni aperti sulla pianura, la Bassa Grande (ai cui piedi sorge la frazione Rivasacco di Givoletto) a sud-ovest,
e la Bassa Ceresera a nord-est, quest'ultima centrata sul Truc di Miola, una frazione di La Cassa. Sulla cima si trova il punto geodetico trigonometrico dell'IGM denominato monte Bernard (cod. 056020). Tutta l'area ricadeva nella Comunità montana Val Ceronda e Casternone.

## Accesso alla vetta

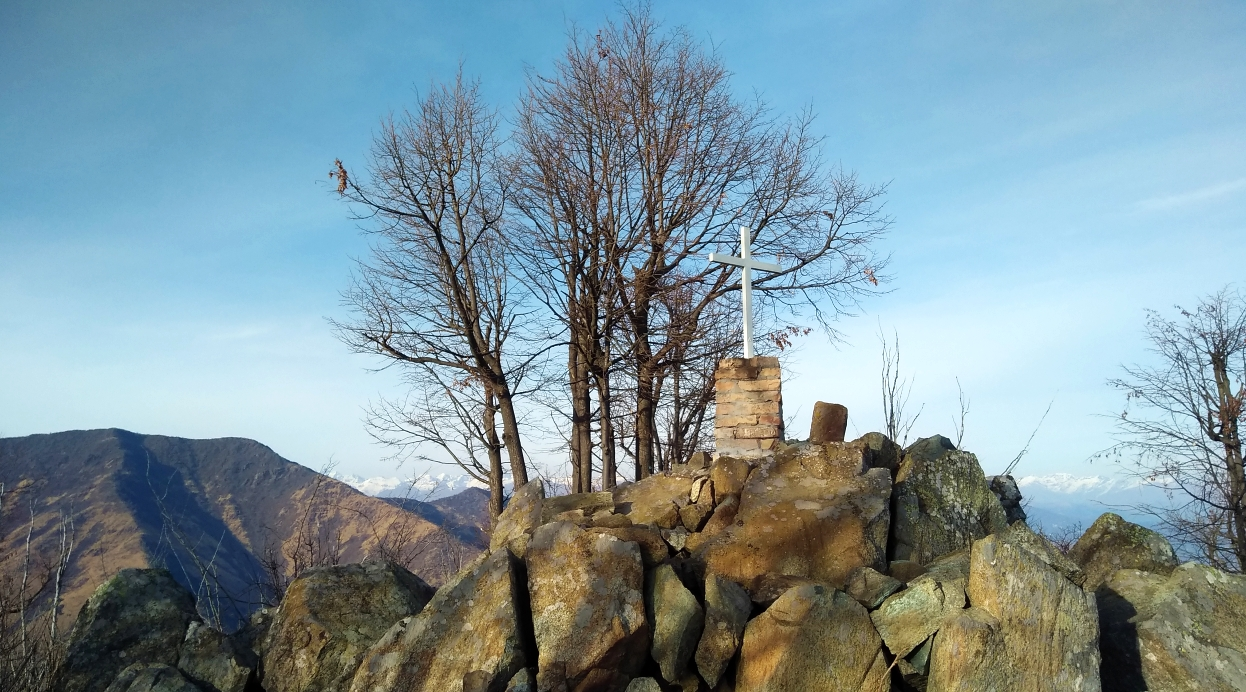
La cima del monte, sullo sfondo Druina e Ròc Neir

Il Monte Bernard è una montagna di interesse escursionistico ed è raggiungibile da La Cassa per un sentiero che percorre la Costa Bella o per una cresta dalla vicina Punta Fournà. Si può anche salire dalla frazione Baratonia.